# WSA World Tour 2003/04
Die WSA World Tour 2003/04 umfasst alle bestätigten Turniere der professionellen Damensquash-Saison 2003/04 der WSA World Tour. Die nach dem Monat sortierte Übersicht zeigt den Ort des Turniers an, dessen Namen, das ausgeschüttete Gesamtpreisgeld, sowie die Siegerin des Turniers. In der abschließenden Tabelle werden sämtliche Turniersiegerinnen nach der Menge ihrer Titel aufgelistet. Dabei ist es nicht relevant, welche Wertigkeit die von der Spielerin gewonnenen Turniere besaßen, auch wenn eine entsprechende Erfassung erfolgt.
In der Saison 2003/04 fanden insgesamt 43 Turniere statt. Das Gesamtpreisgeld betrug 873.850 US-Dollar. Weltmeisterin wurde Carol Owens, die meisten Titel in dieser Saison gewannen Vanessa Atkinson und Tamsyn Leevey mit je fünf Turniersiegen.

## Tourinformationen

### Anzahl nach Turnierserie
| Turnierserie | WM 1 | GP 2 | Go 50 3 | Go 35 | Si 25 4 | Si 15 | Tour 5 |
| ------------ | ---- | ---- | ------- | ----- | ------- | ----- | ------ |
| Anzahl       | 1    | 1    | 2       | 4     | 1       | 12    | 22     |
| Gesamt       | 1    | 1    | 6       | 6     | 13      | 13    | 22     |

## Turnierplan

### August
| Datum         | Ort          | Turnier                         | Preisgeld | Siegerin       |
| ------------- | ------------ | ------------------------------- | --------- | -------------- |
| 08.08.–10.08. | Rockhampton  | Queensland Open 2003            | $ 4.000   | Amelia Pittock |
| 18.08.–23.08. | Kuala Lumpur | Mulpha-Head Malaysian Open 2003 | $ 18.000  | Cassie Jackman |

### September
| Datum         | Ort        | Turnier                                | Preisgeld | Siegerin        |
| ------------- | ---------- | -------------------------------------- | --------- | --------------- |
| 19.09.–21.09. | Wangaratta | Victorian Open 2003                    | $ 4.000   | Tamsyn Leevey   |
| 29.09.–05.10. | Nottingham | British Open Squash Championships 2003 | $ 26.000  | Rachael Grinham |

### Oktober
| Datum         | Ort           | Turnier                      | Preisgeld | Siegerin       |
| ------------- | ------------- | ---------------------------- | --------- | -------------- |
| 11.10.–16.10. | New York City | Carol Weymuller US Open 2003 | $ 37.000  | Cassie Jackman |
| 21.10.–26.10. | Ottawa        | Ottawa International 2003    | $ 7.000   | Carla Khan     |
| 21.10.–26.10. | Atlanta       | Atlanta Masters 2003         | $ 11.750  | Jenny Duncalf  |

### November
| Datum         | Ort         | Turnier                  | Preisgeld | Siegerin         |
| ------------- | ----------- | ------------------------ | --------- | ---------------- |
| 11.11.–16.11. | Hongkong    | Buler Challenge Cup 2003 | $ 11.750  | Rebecca Macree   |
| 11.11.–16.11. | Maastricht  | Valid Dutch Open 2003    | $ 18.000  | Natalie Grinham  |
| 18.11.–22.11. | Monte-Carlo | Monte Carlo Classic 2003 | $ 19.000  | Linda Charman    |
| 29.11.–05.12. | Doha        | Qatar Classic 2003       | $ 105.000 | Natalie Grainger |

### Dezember
| Datum         | Ort      | Turnier                                  | Preisgeld | Siegerin    |
| ------------- | -------- | ---------------------------------------- | --------- | ----------- |
| 07.12.–13.12. | Hongkong | Squash-Weltmeisterschaft der Frauen 2003 | $ 57.500  | Carol Owens |

### Januar
| Datum         | Ort          | Turnier                                | Preisgeld | Siegerin          |
| ------------- | ------------ | -------------------------------------- | --------- | ----------------- |
| 07.01.–12.01. | Rye          | Marsh & McLennan Apawamis Open 2004    | $ 20.000  | Linda Charman     |
| 13.01.–19.01. | Poughkeepsie | Vassar College Class of 1932 Open 2004 | $ 20.800  | Omneya Abdel Kawy |
| 23.01.–28.01. | Kuwait       | Sheikha Al Saad Kuwait Open 2004       | $ 42.500  | Rachael Grinham   |
| 29.01.–01.02. | Pittsburgh   | Pittsburgh Invitational 2004           | $ 5.000   | Lauren Briggs     |

### Februar
| Datum         | Ort          | Turnier                         | Preisgeld | Siegerin         |
| ------------- | ------------ | ------------------------------- | --------- | ---------------- |
| 10.02.–15.02. | Kuala Lumpur | Malaysian Airlines KL Open 2004 | $ 20.000  | Vanessa Atkinson |
| 23.02.–28.02. | Doha         | Qatar Airways Challenge 2004    | $ 70.000  | Vanessa Atkinson |

### März
| Datum         | Ort              | Turnier                             | Preisgeld | Siegerin        |
| ------------- | ---------------- | ----------------------------------- | --------- | --------------- |
| 02.03.–07.03. | Washington, D.C. | KWC CPA Washington Summit 2004      | $ 20.000  | Linda Charman   |
| 04.03.–07.03. | Ottawa           | BMO Nesbitt Burns Ontario Open 2004 | $ 6.000   | Eman El Amir    |
| 05.03.–08.03. | Mikkeli          | Savcor Finnish Open 2004            | $ 6.000   | Tegwen Malik    |
| 10.03.–14.03. | Southport        | Forbes Southport Open 2004          | $ 10.000  | Vicky Botwright |
| 11.03.–14.03. | Genf             | Swiss Open 2004                     | $ 4.000   | Annelize Naudé  |
| 18.03.–24.03. | Auckland         | North Shore Open 2004               | $ 5.500   | Tamsyn Leevey   |
| 24.03.–28.03. | Rotorua          | Geyser City Open 2004               | $ 5.500   | Tamsyn Leevey   |
| 30.03.–04.04. | Houston          | Texas Open 2004                     | $ 42.500  | Rachael Grinham |

### April
| Datum         | Ort    | Turnier                               | Preisgeld | Siegerin         |
| ------------- | ------ | ------------------------------------- | --------- | ---------------- |
| 13.04.–18.04. | Dublin | Nivea Body Irish Open 2004            | $ 20.000  | Vanessa Atkinson |
| 21.04.–25.04. | Doha   | WISPA World Grand Prix Finals 2003/04 | $ 61.750  | Cassie Jackman   |

### Mai
| Datum         | Ort            | Turnier                              | Preisgeld | Siegerin               |
| ------------- | -------------- | ------------------------------------ | --------- | ---------------------- |
| 04.05.–09.05. | New York City  | Hyder Open 2004                      | $ 13.000  | Shelley Kitchen        |
| 11.05.–16.05. | Salt Lake City | Squashworks Salt Lake City Open 2004 | $ 13.750  | Jenny Tranfield        |
| 12.05.–15.05. | Brest          | Brest Open 2004                      | $ 6.000   | Dominique Lloyd-Walter |
| 18.05.–23.05. | Las Vegas      | Bright Lights Las Vegas Open 2004    | $ 19.000  | Jenny Tranfield        |
| 18.05.–23.05. | Den Haag       | Dutch Open 2004                      | $ 20.000  | Natalie Grinham        |
| 20.05.–24.05. | Carcassonne    | Carcassonne City Open 2004           | $ 5.000   | Corinne Castets        |
| 25.05.–30.05. | Gerlingen      | German Open 2004                     | $ 7.000   | Laura Lengthorn        |

### Juni
| Datum         | Ort              | Turnier            | Preisgeld | Siegerin        |
| ------------- | ---------------- | ------------------ | --------- | --------------- |
| 10.06.–13.06. | New Plymouth     | Taranaki Open 2004 | $ 4.000   | Tamsyn Leevey   |
| 17.06.–20.06. | Palmerston North | Central Open 2004  | $ 4.000   | Tamsyn Leevey   |
| 24.06.–27.06. | Hamilton         | Hamilton Open 2004 | $ 4.000   | Shelley Kitchen |

### Juli
| Datum         | Ort                 | Turnier                                    | Preisgeld | Siegerin         |
| ------------- | ------------------- | ------------------------------------------ | --------- | ---------------- |
| 04.07.–12.07. | Hurghada            | Hurghada International 2004                | $ 20.800  | Rachael Grinham  |
| 13.07.–16.07. | Singapur            | Singapore Open 2004                        | $ 9.750   | Rebecca Chiu     |
| 19.07.–24.07. | Kuala Lumpur        | Malaysian Open 2004                        | $ 20.000  | Vanessa Atkinson |
| 26.07.–31.07. | Bandar Seri Begawan | Brunei International 2004                  | $ 43.500  | Vanessa Atkinson |
| 29.07.–01.08. | Adelaide            | Mortgage Choice South Australian Open 2004 | $ 5.500   | Melissa Martin   |

## Turniersiegerinnen
| Platz | Spielerin              | Siege | WM 1 | GP 2 | Go 50 3 | Go 35 | Si 25 4 | Si 15 | Tour 5 |
| ----- | ---------------------- | ----- | ---- | ---- | ------- | ----- | ------- | ----- | ------ |
| 1.    | Vanessa Atkinson       | 5     |      |      | 1       | 1     |         | 3     |        |
| 1.    | Tamsyn Leevey          | 5     |      |      |         |       |         |       | 5      |
| 3.    | Rachael Grinham        | 4     |      |      |         | 2     | 1       | 1     |        |
| 4.    | Linda Charman          | 3     |      |      |         |       |         | 3     |        |
| 4.    | Cassie Jackman         | 3     |      | 1    |         | 1     |         | 1     |        |
| 6.    | Natalie Grinham        | 2     |      |      |         |       |         | 2     |        |
| 6.    | Shelley Kitchen        | 2     |      |      |         |       |         |       | 2      |
| 6.    | Jenny Tranfield        | 2     |      |      |         |       |         | 1     | 1      |
| 9.    | Vicky Botwright        | 1     |      |      |         |       |         |       | 1      |
| 9.    | Lauren Briggs          | 1     |      |      |         |       |         |       | 1      |
| 9.    | Corinne Castets        | 1     |      |      |         |       |         |       | 1      |
| 9.    | Rebecca Chiu           | 1     |      |      |         |       |         |       | 1      |
| 9.    | Jenny Duncalf          | 1     |      |      |         |       |         |       | 1      |
| 9.    | Eman El Amir           | 1     |      |      |         |       |         |       | 1      |
| 9.    | Natalie Grainger       | 1     |      |      | 1       |       |         |       |        |
| 9.    | Omneya Abdel Kawy      | 1     |      |      |         |       |         | 1     |        |
| 9.    | Carla Khan             | 1     |      |      |         |       |         |       | 1      |
| 9.    | Laura Lengthorn        | 1     |      |      |         |       |         |       | 1      |
| 9.    | Dominique Lloyd-Walter | 1     |      |      |         |       |         |       | 1      |
| 9.    | Rebecca Macree         | 1     |      |      |         |       |         |       | 1      |
| 9.    | Tegwen Malik           | 1     |      |      |         |       |         |       | 1      |
| 9.    | Melissa Martin         | 1     |      |      |         |       |         |       | 1      |
| 9.    | Annelize Naudé         | 1     |      |      |         |       |         |       | 1      |
| 9.    | Carol Owens            | 1     | 1    |      |         |       |         |       |        |
| 9.    | Amelia Pittock         | 1     |      |      |         |       |         |       | 1      |

 1 WSA Weltmeisterschaft

 2 WISPA World Grand Prix Finals

 3 WSA Gold

 4 WSA Silver

 5 WSA Tour